# Everton Galdino
Everton Galdino Moreira (Osasco, 17 marzo 1997) è un calciatore brasiliano, centrocampista dell'FC Tokyo.

## Carriera
Everton Galdino è cresciuto nel settore giovanile del Villa Nova, con cui ha debuttato il 28 novembre 2014 nell'incontro di Série B contro il Portuguesa. Il 22 marzo 2017 ha realizzato la sua prima rete, contro l'Iporá nel Campionato Goiano.
Il 10 maggio 2017 è stato ceduto in prestito al Tombense fino al termine del campionato di Série C. Nel novembre seguente il trasferimento è divenuto definitivo.
Il 18 agosto 2019 è stato prestato al Ponte Preta fino al termine dell'anno. Il 31 dicembre è passato al Figueirense con la stessa formula, restandovi fino a novembre 2020.
Rientrato al Tombense, nel 2021 ha contribuito con 8 reti alla prima storica promozione del club biancorosso in Série B. L'anno successivo ha realizzato 7 reti nella serie cadetta in 35 presenze. Il 30 agosto è salito agli onori della cronaca per una rete da centrocampo con cui ha deciso la partita contro lo Sport Recife.
Il 7 dicembre 2022 è stato ceduto in prestito al Grêmio con opzione di acquisto. Ha debuttato nella massima divisione brasiliana il 16 aprile 2023 contro il Santos e due settimane più tardi ha trovato il suo primo gol nel Brasileirão contro il Cuiabá fissando il match sul definitivo 2-1.

## Statistiche

### Presenze e reti nei club
Statistiche aggiornate al 25 luglio 2023.
| Stagione         | Squadra          | Campionato       | Campionato | Campionato | Coppe nazionali | Coppe nazionali | Coppe nazionali | Coppe continentali | Coppe continentali | Coppe continentali | Altre coppe | Altre coppe | Altre coppe | Totale | Totale | Totale |
| Stagione         | Squadra          | Comp             | Pres       | Reti       | Comp            | Pres            | Reti            | Comp               | Pres               | Reti               | Comp        | Pres        | Reti        | Pres   | Reti   |        |
| ---------------- | ---------------- | ---------------- | ---------- | ---------- | --------------- | --------------- | --------------- | ------------------ | ------------------ | ------------------ | ----------- | ----------- | ----------- | ------ | ------ | ------ |
| 2014             | Vila Nova        | PD/GO+B          | 0+1        | 0          |                 | -               | -               |                    | -                  | -                  |             | -           | -           | 1      | 0      |        |
| 2015             | Vila Nova        | SD/GO+C          | 0+4        | 0          |                 | -               | -               |                    | -                  | -                  |             | -           | -           | 4      | 0      |        |
| 2016             | Vila Nova        | PD/GO+B          | 0+2        | 0          |                 | -               | -               |                    | -                  | -                  |             | -           | -           | 2      | 0      |        |
| 2017             | Vila Nova        | PD/GO+B          | 13+0       | 1          | CB              | 2               | 0               |                    | -                  | -                  |             | -           | -           | 15     | 1      |        |
| Totale Vila Nova | Totale Vila Nova | Totale Vila Nova | 20         | 1          |                 | 2               | 0               |                    | -                  | -                  |             | -           | -           | 22     | 1      |        |
| 2017             | Tombense         | C                | 19         | 2          |                 | -               | -               |                    | -                  | -                  |             | -           | -           | 19     | 2      |        |
| 2018             | Tombense         | M1/MG+C          | 9+9        | 1+0        |                 | -               | -               |                    | -                  | -                  |             | -           | -           | 18     | 1      |        |
| 2019             | Tombense         | M1/MG+C          | 10+15      | 1+3        | CB              | 2               | 0               |                    | -                  | -                  |             | -           | -           | 27     | 4      |        |
| 2019             | Ponte Preta      | B                | 6          | 0          | CB              | 0               | 0               |                    | -                  | -                  |             | -           | -           | 6      | 0      |        |
| 2020             | Figueirense      | A/RJ+B           | 4+8        | 0          | CB              | 2               | 0               |                    | -                  | -                  |             | -           | -           | 14     | 0      |        |
| 2020             | Tombense         | C                | 4          | 0          |                 | -               | -               |                    | -                  | -                  |             | -           | -           | 4      | 0      |        |
| 2021             | Tombense         | M1/MG+C          | 8+23       | 0+8        | CB              | 1               | 0               |                    | -                  | -                  |             | -           | -           | 32     | 8      |        |
| 2022             | Tombense         | M1/MG+B          | 13+35      | 2+7        | CB              | 3               | 0               |                    | -                  | -                  |             | -           | -           | 51     | 9      |        |
| Totale Tombense  | Totale Tombense  | Totale Tombense  | 145        | 24         |                 | 6               | 0               |                    | -                  | -                  |             | -           | -           | 151    | 24     |        |
| 2023             | Grêmio           | PD/RS+A          | 10+10      | 2+2        | CB              | 4               | 1               |                    | -                  | -                  |             | -           | -           | 24     | 5      |        |
| Totale carriera  | Totale carriera  | Totale carriera  | 203        | 29         |                 | 14              | 1               |                    | -                  | -                  |             | -           | -           | 217    | 30     |        |

## Palmarès

### Club

#### Competizioni statali
- Campeonato Goiano Segunda Divisão: 1

Vila Nova: 2015
- Recopa Mineira: 1

Tombense: 2021
- Campionato Gaúcho: 1

Grêmio: 2023
- Recopa Gaúcha: 1

Grêmio: 2023